# Rudrapur (Uttarakhand)
Rudrapur es una ciudad y municipio situada en el distrito de Udham Singh Nagar,  en el estado de Uttarakhand (India). Su población es de 140857 habitantes (2011). El área metropolitana cuenta con 154550 habitantes (2011).
La ciudad se encuentra a 250 km al noreste de Nueva Delhi y 160 km al sur de Dehradun.

## Demografía
Según el censo de 2011 la población de Rudrapur era de 140857 habitantes, de los cuales 74040 eran hombres y 66817 eran mujeres.Rudrapur tiene una tasa media de alfabetización del 71,48%, inferior a la media estatal del 78,82%: la alfabetización masculina es del 78,89%, y la alfabetización femenina del 63,25%.